# Сіїба
32°28′0″ пн. ш. 131°9′27″ сх. д. / 32.46667° пн. ш. 131.15750° сх. д.
Сіїба (яп. 椎葉村) — село в Японії, в префектурі Міядзакі.